# Drosera stolonifera
Drosera stolonifera es una especie de planta perenne tuberosa  perteneciente al género de plantas carnívoras Drosera. 

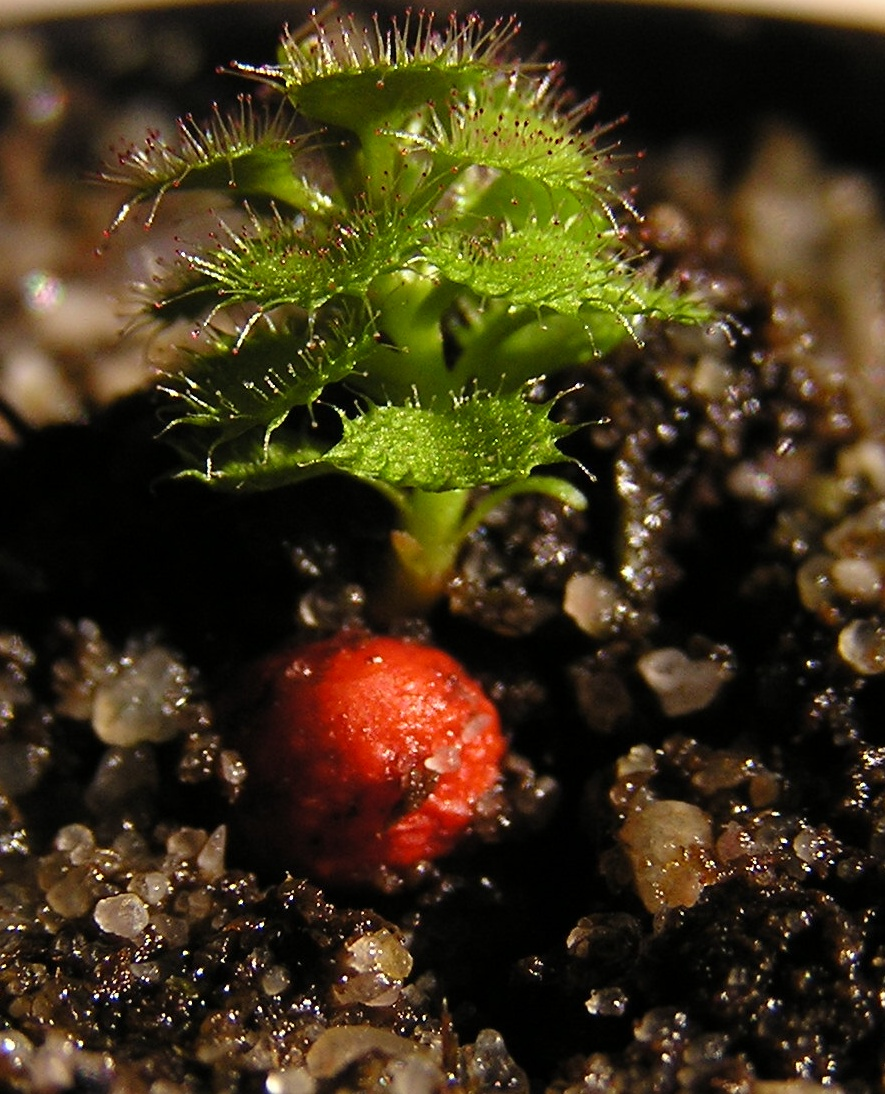
Detalle de la planta donde se observa el tubérculo

## Descripción
Produce 2-3 tallos semierectos laterales que crecen de 10 a 15 cm de largo. Está estrechamente relacionada con D. purpurascens, pero se distingue por varias características como la altura y el largo peciolo. Florece de septiembre a octubre. Después de un incendio forestal florecerá de forma masiva.

## Distribución y hábitat
Es endémica de Australia Occidental, en una serie de lugares pantanosos cerca de Perth, al sur de Pinjarra. Crece en suelos de turba y en pantanos y brezales.

## Taxonomía
Los ejemplares tipo fueron recogidos por Charles von Hügel en la región del río Swan en 1833. D. stolonifera fue descrita formalmente por Stephan Ladislaus Endlicher en su Enumeratio plantarum en 1837. Durante muchos años, las diferentes variedades  de esta especie fueron incluidas en el complejo de D. stolonifera. Varias de estas formas y variedades se presentaron finalmente como subespecies, las cuales fueron posteriormente elevadas al rango de especie tras un examen más detenido.  El debate se inició ya en 1906, cuando Ludwig Diels redujo D. humilis de Jules Émile Planchon's  a una variedad de D. stolonifera, así, también creó el autónimo D. stolonifera var. stolonifera. Luego, en 1982 N.G.Marchant describió varias subespecies: D. stolonifera subsp. compacta, D. stolonifera subsp. humilis, y D. stolonifera subsp. rupicola, que Allen Lowrie ha restaurado o elevado a rango de especie como D. purpurascens, D. humilis, y D. rupicola respectivamente. En 1992, Lowrie y Marchant juntos describieron varias subespecies más: D. stolonifera subsp. monticola, D. stolonifera subsp. porrecta, y D. stolonifera subsp. prostrata. Lowrie restauró la subsp. porrecta a D. porrecta y elevó la subsp. prostrata a D. prostrata en 2005. Al publicar la elevación de la subespecie monticola al rango de especie, Lowrie no incluyó una cita de página correcto para el basónimo, que con arreglo al artículo 33.4 del Código Internacional de Nomenclatura Botánica hizo que el nuevo nombre no fuera válido. El error aún no ha sido corregido, por lo que las únicas dos subespecies de D. stolonifera que quedan son el autónimo D. stolonifera subsp. stolonifera y Drosera stolonifera subsp. monticola. Fue publicado en Enumeratio plantarum quas in Novae Hollandiae ora austro-occidentali ad fluvium Cygnorum et in sinu Regis Georgii collegit Carolus Liber Baro de Hügel 5. 1837.
Etimología
Drosera: tanto su nombre científico –derivado del griego δρόσος (drosos): "rocío, gotas de rocío"– como el nombre vulgar –rocío del sol, que deriva del latín ros solis: "rocío del sol"– hacen referencia a las brillantes gotas de mucílago que aparecen en el extremo de cada hoja, y que recuerdan al rocío de la mañana.
stolonifera: epíteto latino que significa "con estolones".
Sinonimia
- Sondera stolonifera (Endl.) Chrtek & Slavíková, Novit. Bot. Univ. Carol. 13: 45 (1999 publ. 2000).[6][7]